# Fernando Landazábal
Fernando Landazábal Reyes (Pamplona, Norte de Santander, 13 de julio de 1922-Bogotá, 12 de mayo de 1998) fue un militar colombiano. Miembro del Ejército Nacional de Colombia y Ministro de Defensa entre 1982 y 1983.

## Biografía
Nació el 13 de julio de 1922 en Pamplona, Norte de Santander. Fue el menor de los trece hijos de Luis Landazábal y Dolores Reyes, ambos educadores. En 1946 se graduó como oficial del Ejército Nacional. Fue uno de los defensores del Palacio de Nariño durante El Bogotazo de 1948.
En 1952 Landazábal participó con el Batallón Colombia en la guerra de Corea. Fue comandante del Batallón Tenerife con sede en Neiva. Fue ascendido a general en 1979. Fue comandante de la Tercera y Cuarta Brigada y de la Brigada de Institutos Militares del Ejército Nacional y fue ministro de Defensa entre 1982 y 1983. En 1982, el gobierno de Belisario Betancur designó a Landazábal como ministro de Defensa. Desde este cargo atribuyó la responsabilidad por la violencia del país al Partido Comunista Colombiano, al que acusó de ser el principal patrocinador de la guerrilla. Landazábal se retiró del gobierno cuando el presidente sostuvo una reunión con miembros del Movimiento 19 de abril (M-19) sin consultarlo con las Fuerzas Militares de Colombia mediante el decreto 93 del 18 de enero de 1984 solicitó el retiro del servicio activo. Tras su retiro, fue embajador de Colombia en los Países Bajos.
Entre los cargos que ocupó fue jefe del Estado Mayor Conjunto, profesor de la Escuela Superior de Guerra, agregado militar, naval y aéreo en el Brasil, ministro consejero en la OEA, jefe del Estado Mayor Conjunto, comandante del Ejército Nacional.
Fue también columnista en varios periódicos y autor de 16 libros de estrategia militar y sobre el conflicto armado interno de Colombia. También fue precandidato a la presidencia en 1994 y miembro de la directiva del Partido Conservador. Tuvo 7 hijos con su esposa: Olga Bernal.

## Asesinato
Landazábal fue asesinado en Bogotá 12 de mayo de 1998.
A las 7:45 de la mañana del 12 de mayo de 1998, el general salió de su apartamento ubicado en el norte de Bogotá. Se desplazaba a pie para llegar a su oficina particular situada a pocas cuadras. Aquel día, vestía un traje azul oscuro, llevaba en su mano un ejemplar de la edición de El Tiempo. En medio del desprevenido recorrido, un vehículo Sprint de color rojo lo seguía de cerca, en su interior (según relataron testigos) iban tres hombres. Uno de ellos, se apeó y se acercó de frente al general, desenfundó una pistola nueve milímetros y le disparó en cinco ocasiones. Tres impactos le produjeron heridas mortales (El Tiempo, 1998).
El 3 de octubre de 2020 la Jurisdicción Especial para la Paz (JEP) en boletín de prensa informa lo siguiente :
La Jurisdicción Especial para la Paz informa que la Sala de Reconocimiento de Verdad y Responsabilidad (SRVR), después de una reunión celebrada el 25 de septiembre, ha recibido una carta en representación del antiguo Secretariado de las FARC-EP, en la cual se ofrece aportar verdad, esclarecer los hechos ocurridos y asumir tempranamente la responsabilidad en los siguientes casos:
1. Homicidio de Álvaro Gómez Hurtado, 2 de noviembre de 1995
2. Homicidio de Hernando Pizarro Leóngómez, 25 de febrero de 1995
3. Homicidio de José Fedor Rey (“Javier Delgado"), 30 de junio de 2002
4. Homicidio de Jesús Antonio Bejarano, 15 de septiembre de 1999
5. Homicidio del general ( r ) Fernando Landazábal Reyes, 12 de mayo de 1998
6. Homicidio del representante a la Cámara Pablo Emilio Guarín, 15 de noviembre de 1987.
La carta, recibida por la JEP el día 30 de septiembre de 2020, está firmada por Julián Gallo Cubillos, Pastor Lisandro Alape Lascarro y Pablo Catatumbo Torres Victoria, y sus abogados.
El contenido de esa carta ya se encuentra en trámite en la Sala de Reconocimiento de Verdad y Responsabilidad para lo de su competencia.

## Homenajes
El Batallón de Artillería No. 13 del Ejército Colombiano lleva su nombre En Pamplona un museo militar lleva su nombre.

## Obras
- Los problemas topográficos, 1962
- Política y táctica de la guerra revolucionaria, 1966
- Estrategia de la subversión y su desarrollo en América Latina, 1969
- El levantamiento topográfico de la artillería de campaña, 1970
- Apuntes de táctica para el combate en la guerra regular, 1975
- Factores de violencia, 1975
- Procedimientos en la preparación de los planes de fuego, 197?
- La subversión y el conflicto social, 1980
- Guía de asuntos civiles para el mantenimiento del orden público, s.f.
- Páginas de controversia, 1983
- El precio de la paz, 1985
- La integración nacional, 1987
- El desafío : Colombia, sus problemas y soluciones, 1988
- La salida del túnel, 1990
- El equilibrio del poder, 1993
- La hora de la reflexión, 1997